# Carolina Müller-Möhl

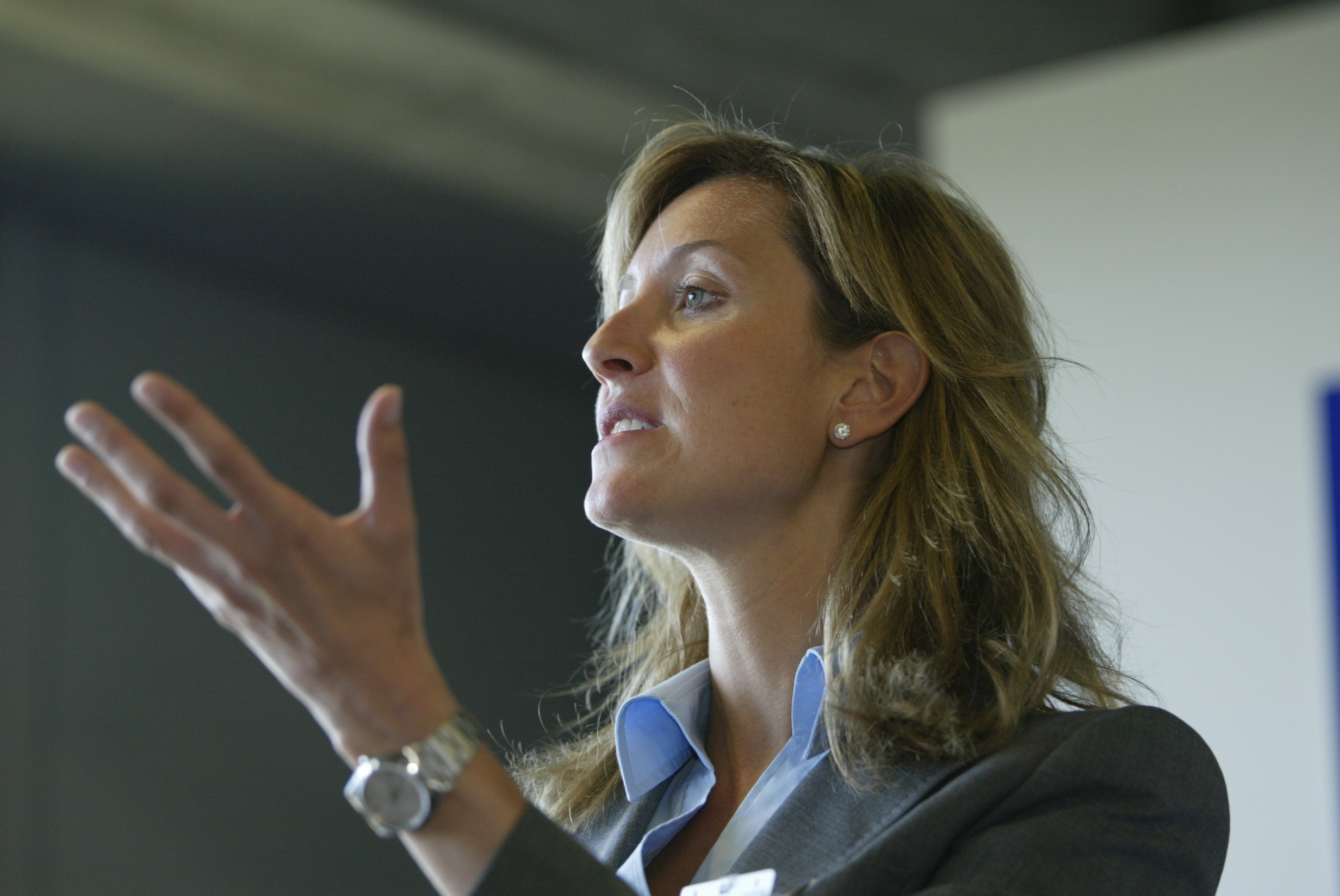
Carolina Müller-Möhl

Carolina Müller-Möhl amtlich Carolina Eva Maria Müller (* 29. November 1968 in Zürich als Carolina Eva Maria Katan) ist eine Schweizer Investorin und Philanthropin. Sie ist Gründerin und Präsidentin der Müller-Möhl Group und der Müller-Möhl Foundation sowie Aufsichtsrätin der Fielmann AG. Von 2004 bis 2012 war sie unter anderem als Verwaltungsrätin der Nestlé S. A. tätig. Darüber hinaus hat sie verschiedene Stiftungs- und Beiratsmandate inne.

## Leben
Nach dem Abitur an der internationalen Internatsschule Schloss Salem in Deutschland studierte Carolina Katan Politische Wissenschaften, Geschichte und Recht an der Ruprecht-Karls-Universität Heidelberg, der London School of Economics (LSE) und am Otto-Suhr-Institut der Freien Universität Berlin, an dem sie mit einem M. A. in Politischen Wissenschaften abschloss. Sie besuchte Nachdiplom-Kurse am Europa-Institut der Universität Basel, an der Harvard Kennedy School und an der Singularity University. Sie heiratete 1997 den Unternehmer Ernst Müller-Möhl.
Im Jahre 2000 gründete Carolina Müller-Möhl die Müller-Möhl Group als Single-Family-Office, um das Investment-Portfolio ihres tödlich verunglückten Ehemannes zu bewirtschaften. Unter ihrer Führung wurde das Portfolio neu strukturiert, diversifiziert und das Risiko signifikant abgebaut. Trotz der globalen Krisen (2001 Internet-Blase, 2008 Finanzkrise und darauf folgende Rezession) gewann das Portfolio substantiell an Wert. Heute managt die Müller-Möhl Group Assets im Wert von mehreren hundert Millionen Schweizer Franken.
Seit über zehn Jahren engagiert sich Müller-Möhl zudem für gesellschaftspolitische Anliegen. Der Fokus ihres Engagements liegt in den Bereichen Bildung, Gender Diversity, der Förderung des Wirtschaftsstandortes Schweiz sowie der Philanthropie im Allgemeinen. Um diese Aktivitäten zu organisieren, gründete sie 2012 die Müller-Möhl Foundation, die sie seither präsidiert.
Müller-Möhl war Jurypräsidentin des Swiss Economic Award, einer Auszeichnung für Schweizer Jungunternehmer, und ist Mitglied in über einem Dutzend Bei- und Stiftungsräten – darunter dem Schweizer Think Tank Avenir Suisse und der Pestalozzi-Stiftung. Zurzeit ist sie unter anderem noch im Bei- bzw. Stiftungsrat im Department of Economics der Universität Zürich, der MBA for Woman Foundation und der Insead Schweiz. Weiter ist sie Mitbegründerin und Co-Präsidentin des Forums Bildung, welches 2012 den Schweizer Schulpreis ins Leben rief. Im Herbst 2013 wurde sie ins Kuratorium der Bertelsmann Stiftung berufen; weiterhin gehört sie zum Förderbeirat des Schweizer Thinktanks StrategieDialog21.
Müller-Möhl wird in den Medien als eine der wichtigsten Frauen der Schweizer Wirtschaft dargestellt. Von 2000 bis 2007 war sie Verwaltungsrätin von Plus Orthopedics, von 2006 bis 2008 der Kühne Holding AG und von 2004 bis 2012 von Nestlé S. A., wo sie in ihrer Tätigkeit als Mitglied des Nomination Committee massgeblich an der besseren Vertretung der Frauen im Nestlé-Verwaltungsrat beteiligt war. Ferner war sie von 2008 bis 2022 im Verwaltungsrat der Orascom Development Holding AG und von 2010 bis 2022 im Verwaltungsrat der NZZ-Mediengruppe aktiv, wobei ihre Wiederwahl 2014 zu Kontroversen führte. Seit 2015 ist sie im Aufsichtsrat der Fielmann AG tätig.
Müller-Möhl ist Mitglied des Rotary Cubs Zürich.
Sie tritt regelmässig als Rednerin, Panelistin und Interviewpartnerin auf, verfasst Buchbeiträge und betätigte sich als Kolumnistin etwa in der Schweizer Ausgabe der Zeit. Heute ist sie Kolumnistin bei Annabelle und bei Women in Business.

## Nominierung
Als Anerkennung ihres bisherigen Erfolgs und gesellschaftspolitischen Engagements wurde sie 2007 vom World Economic Forum (WEF) zum Young Global Leader nominiert.

## Publikationen
- Unternehmertum im Licht der gesellschaftlichen Verantwortung. In: Tom P. Kümmeke, Mirjam Staub-Bisang, Werner Vogt (Hrsg.): Family Office – Wege zum unternehmerischen Investieren. NZZ Verlag, Zürich 2012, ISBN 978-3-03823-805-8, S. 100–103.
- Swiss Giving Pledge!? Gesellschaftliches Engagement aus Unternehmersicht – eine Schweizer Standortanalyse. In: Dominique Jakob (Hrsg.): Stiften und Gestalten. Helbling Lichtenhahn Verlag, Basel 2013, ISBN 978-3-7190-3313-2, S. 75–82.